# 타카오카 빈빈
타카오카 빈빈(일본어: 高岡瓶々, 1963년 8월 10일 ~ )은 일본의 성우이다.

## 출연 작품

### TV 애니메이션
2009년
- 타이쇼 야구 소녀(스즈카와 요이치로)

2010년
- 슈퍼로봇대전 OG 디 인스펙터(케네스 가렛)
- 쓰리몬(노다 교장)

2011년
- 진지하게 나를 사랑하세요(카와카미 텟신)